# Sick enough to die
Sick enough to die (죽을 만큼 아파서 - jugeul mankeum apaseo) là một bài hát do ca sĩ MC Mong (MC몽) trình bày với phần góp giọng của nữ ca sĩ Mellow  (멜로우). Bài hát được phát hành vào ngày 28 tháng 6 năm 2010 kèm video âm nhạc, sau đó nhanh chóng đứng đầu lượt tải về trong tuần đầu tiên của tháng 7 theo thống kê của bảng xếp hạng Gaon Chart của Hàn Quốc, đứng đầu bảng xếp hạng đĩa đơn hàng tuần K-POP Single Chart, đứng thứ 5 trong bảng xếp hạng năm 2010 của Cyworld Chart và góp mặt trên Kpop Mnet Chart - bảng xếp hạng của kênh âm nhạc lớn nhất Hàn Quốc.
Bài hát là tác phẩm của MC Mong - nghệ sĩ đầu tiên ở K-Pop kết hợp 2 thể loại hip-hop và ballad vào trong K-Pop, nổi bật với sự góp giọng ngọt ngào phần điệp khúc tiếng Anh của Mellow. Ca khúc ra đời vào lúc MC Mong bị vướng vào vụ bê bối trốn tránh nghĩa vụ quân sự và sau đó bị cấm phát sóng trên tất cả các kênh của KBS - một trong những đài truyền hình lớn nhất tại Hàn Quốc. Sick enough to die chưa từng có cơ hội được đưa lên sân khấu lớn hay tham gia các hình thức quảng bá rộng rãi nhưng lại đón nhận được sự yêu thích đông đảo của người nghe trong và ngoài nước và leo lên nhiều bảng xếp hạng. Chính vì điều này, ca khúc được đánh giá như một trong những hiện tượng của lịch sử K-Pop.